# Luc d’Aquin
Luc d’Aquin (* 1641 in Paris; † 2. März 1718 ebenda) war ein französischer römisch-katholischer Geistlicher und Bischof.

## Leben

### Herkunft. Bischof von Saint-Paul-Trois-Châteaux
Luc d’Acquin war der Enkel des Hebraisten Philippe d’Aquin (1576–1650), der sich, aus Carpentras stammend und jüdischen Glaubens, im italienischen Aquino zum Christentum bekehrt und einen neuen Namen angenommen hatte, der Sohn von Louis-Henri d’Aquin (1602–1673), Arzt Ludwigs XIV., und der Bruder von Antoine d’Aquin (1629–1710), Oberarzt Ludwigs XIV. Er wurde Domkapitular der Kathedrale von Toul und 1674 Bischof von Saint-Paul-Trois-Châteaux. Von dort wechselte er 1680 auf den Bischofssitz von Fréjus, zog aber erst 1682 feierlich in Fréjus ein. 

### Bischof von Fréjus. Verbannung und Tod
In Fréjus erfüllte er seine Aufgaben korrekt, zeigte sich aber den Armen gegenüber wenig freigiebig und machte sich unbeliebt. Als sein Bruder Antoine 1693 beim König in Ungnade fiel, wurde er in Mitleidenschaft gezogen und musste Fréjus Ende 1695 verlassen, ohne aber vorerst auf sein Bistum zu verzichten. Erst im Januar 1697 war er zur Übergabe an seinen Neffen, Louis-Thomas d’Aquin (1667–1710), bereit, widerrief den Verzicht aber bereits wenig später. Sein Neffe wurde im Juni geweiht und er selbst in die Bretagne verbannt (nach Carhaix-Plouguer). Als er später nach Paris zurückkehren durfte, kam er bei einem weiteren Bruder unter, der Dekan der Kirche Saint-Thomas-du-Louvre war. Dort starb er 1718 im Alter von 77 Jahren und wurde in der Kirche Saint-Germain-l’Auxerrois beigesetzt.